# Leonardo Castellanos y Castellanos

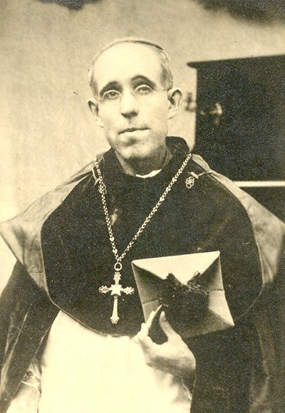
Bischof Leonardo Castellanos y Castellanos (1908)

Leonardo Castellanos y Castellanos (* 6. November 1862 in Ecuandureo, Michoacán, Mexiko; † 19. Mai 1912 in Villahermosa, Tabasco) war ein mexikanischer Geistlicher und Bischof von Tabasco.

## Leben
Leonardo Castellanos y Castellanos empfing am 20. März 1886 das Sakrament der Priesterweihe.
Am 7. August 1908 ernannte ihn Papst Pius X. zum Bischof von Tabasco. Der Apostolische Delegat in Mexiko, Erzbischof Giuseppe Ridolfi, spendete ihm am 27. September desselben Jahres in der Kathedrale Señor de Tabasco in Villahermosa die Bischofsweihe; Mitkonsekratoren waren der Bischof von Chilapa, Francisco Maria Campos y Angeles, und der Koadjutorbischof von Zamora, José de Jesús Fernández y Barragán. Die Amtseinführung fand am 5. Oktober 1908 statt.